# Campos (Vila Nova de Cerveira)
Campos é uma localidade portuguesa do Município de Vila Nova de Cerveira que foi sede da extinta Freguesia de Campos, freguesia que tinha 5,27 km² de área e 1 367 habitantes (2011), e, por isso, uma densidade populacional de 259,4 hab/km².
A Freguesia de Campos foi extinta (agregada) pela reorganização administrativa de 2013, tendo o seu território sido agregado ao da Freguesia de Vila Meã para criar a Freguesia de Campos e Vila Meã.
No território da antiga freguesia de Campos localiza-se a Zona Industrial de Vila Nova de Cerveira.

## População
| Número de habitantes | Número de habitantes | Número de habitantes | Número de habitantes | Número de habitantes | Número de habitantes | Número de habitantes | Número de habitantes | Número de habitantes | Número de habitantes | Número de habitantes | Número de habitantes | Número de habitantes | Número de habitantes | Número de habitantes |
| -------------------- | -------------------- | -------------------- | -------------------- | -------------------- | -------------------- | -------------------- | -------------------- | -------------------- | -------------------- | -------------------- | -------------------- | -------------------- | -------------------- | -------------------- |
| 1864                 | 1878                 | 1890                 | 1900                 | 1911                 | 1920                 | 1930                 | 1940                 | 1950                 | 1960                 | 1970                 | 1981                 | 1991                 | 2001                 | 2011                 |
| 757                  | 757                  | 736                  | 747                  | 800                  | 797                  | 824                  | 1 018                | 1 060                | 1 004                | 775                  | 957                  | 1 038                | 1 248                | 1 367                |

(Obs.: Número de habitantes "residentes", ou seja, que tinham a residência oficial neste município à data em que os censos  se realizaram.)

## Lugares
Eram lugares principais da Freguesia de Campos: Arte, Cabreira, Campos de Cima, Capela, Carvalha, Cortinhal, Couto, Furna, Gandra, Igreja, Lagoa, Outeirinho, Outeiro, Pousado, Quinta, Rego, Rio, Sobreiro e Veiga.
Com excelentes acessibilidades, servida pela EN 13 (Porto - Valença), tem a A3 a cerca de 5 km, também servida pelos caminhos de ferro portugueses, com a estaçao da carvalha a funcionar em pleno. Campos era provavelmente uma das poucas freguesias da região Alto-Minhota a absorver mão-de-obra de outras localidades, face à oferta de emprego que aí se verifica em razão dos Pólos Industriais que possui.

## História
A respeito da história desta antiga freguesia, pode ler-se no livro Inventário Colectivo dos registros Paroquiais Vol. 2 Norte Arquivos Nacionais /Torre do Tombo:
«A igreja de São João de Campos pertencia em 1258 ao bispo de Tui. Como se documenta na lista das igrejas daquele bispado, situadas em território de Entre Lima e Minho, elaborada em 258-1259. No Censual de D. Diogo de Sousa (1514-1532). no qual se faz o apuramento da contribuição que as igrejas que, tinham pertencido à Sé de Tui, e então incorporadas na diocese de Braga, tinham de pagar à arquidiocese, Campos vem mencionada no concelho de Vila Nova de Cerveira, com a taxa de 160 réis. No entanto, em 1545, no Memorial feito pelo vicário da comarca de Valença, Rui Fagundes, no tempo do arcebispo D. Manuel de Sousa, São João de Campos estava integrada naquela comarca, rendendo 40 mil réis. O censual de D. Frei Baltasar Limpo, na cópia de 1580, utilizada pelo Padre Avelino Jesus da Costa no seu livro "A Comarca Eclesiástica de Valença" refere que São João de Campos se dividia em duas partes, pertencendo a metade sem cura ao arcebispo in solidum, e a outra, com cura, ao mosteiro de Valboa, a quem competia o direito de apresentação. Em 1582, por provisão do arcebispo D. Diogo de Sousa, e breve do papa Clemente VII o mosteiro de Valboa foi anexado à comunidade beneditina de Santa Ana de Viana. Em 1757, São João de Campos possuía dois abades, tendo cada um de rendimento 150 mil réis. Em 1839 enquadrava-se na comarca de Monção, sendo no ano seguinte anexa à freguesia de Vila Meã. Em 1852 aparece na comarca de Valença. No mapa das côngruas, de 1856, Campos e Vila Meã figuram separadamente, voltando a unir-se em 1864. Neste ano tiveram um pároco comum.»
Seguindo a opinião de outros autores fica-se a saber que foi abadia da apresentação da mitra.
Campos recupera o seu estatuto de freguesia em 13 de Janeiro de 1898, quando do restauro do concelho de Vila Nova de Cerveira. Num pequeno vale da freguesia, em sítio escondido, está uma capela de invocação a Santa Luzia. Esta invocação não deve ir além do século XVII. Ao local ainda dão o nome de Mosteiro, e à bouça próxima chamam Cerca, tendo sido todos os terrenos à volta foreiros de Sant’Ana de Viana do Castelo. Aqui esteve o Mosteiro de Santa Maria de Valboa, da Ordem de S. Bento. A história da sua fundação é hoje uma incógnita. Diz a Coreografia Portuguesa que ela se deve aos senhores da Torre da Silva, seus padroeiros, segundo a tradição. Dele foi abadessa D. Urraca Soares, filha de Soeiro Gonçalves, neta de Gonçalo Pires de Belmir, bisneta de Martin Pires de Belmir, terceira neta de Pedro Soares de Belmir e de sua mulher D. Gontinhada Silva, filha de D. Paio Guterres da Silva, senhor da dita Torre da Silva no tempo de D. Afonso VI, de Leão. Também o conde D. Pedro, no seu Nobiliário, referindo-se aos Silvas, faz menção de Soeiro Gonçalves, filho de Gonçalo Pires — um dos cavaleiros que se acharam com el-rei D. Fernando, o Santo, no cerco de Sevilha pêlos anos de 1248 —, e diz que Soeiro Gonçalves teve uma filha de nome D. Urraca Soeiro, que foi a abadessa de Valboa. Segundo o Registo de Valença, "no ano do Senhor de 1444 Ignez Barbosa foi confirmada abadessa de Santa Maria de Valboa, da Ordem de S. Bento". Quando, em 1500, o vigário-geral, provisor do bispo de Ceuta, visitou o mosteiro, encontrou-o governado por uma clérigo secular, João Rodrigues Novais, que coagiu a renunciar, restituindo a administração à abadessa então eleita, D. Mor Alves, e determinando-lhe que não alienasse, emprazasse ou arrendasse os bens sem a devida licença, conforme consta da provisão escrita em Viana a 30 de Dezembro daquele ano.
Na fachada da Capela de Santa Luzia pode ler-se uma data que parece ser 1136, reinando D. Afonso. Aquele rei Afonso não será, por certo, o nosso primeiro monarca, uma vez que este só começou a intitular-se rei depois da Batalha de Ourique. Será, sem dúvidas, Afonso VI de Leão. visto dever reputar-se a era de 1136 ao ano de 1098, em que reinou.
A capela-mor do templozinho da Valboa é de estilo românico, conservando, do arco cruzeiro para cima, a sua primitiva arquitectura. Só o corpo da igreja sofreu reforma, reedificado já ao gosto gótico, talvez no reinado de D. João I. Os dois túmulos altos da capela-mor — que erradamente se atribuem como dos fundadores, com nítidos sinais de violação, mostram que o do lado do Evangelho é de um cavaleiro, pela espada que acompanha o escudo dos Pereiras; e o do lado da Epístola tem seis cruzes floridas desta família, três na pedra tumular e outras três no frontal. Idênticos símbolos ladeiam o brasão que fecha a porta principal, numa demonstração de que os Pereiras tiveram, pelo menos, o padroado. E que se aproveitaram dos velhos jazigos dos fundadores ou que os existentes foram por eles mandados construir. Merecem particular referência no recheio encontrado nesta capelinha simples uma imagem de Santa Luzia, em madeira, bastante corroída; outra de Santo Estêvão; e ao centro uma terceira imagem, esta de Santa Maria de Valboa, em madeira, de uma beleza invulgar. Os frontais do altar possuem pinturas de frescos dos séculos XII, XV e XVII.

## Património
- Capela de Santa Luzia